# 达妮埃拉·莫古雷安
达妮埃拉·莫古雷安（羅馬尼亞語：Daniela Mogurean，2001年7月16日—），意大利女子体操运动员。她曾代表意大利参加2020年夏季奥林匹克运动会体操比赛，获得艺术体操团体全能铜牌。